# Вільям Александер Морган

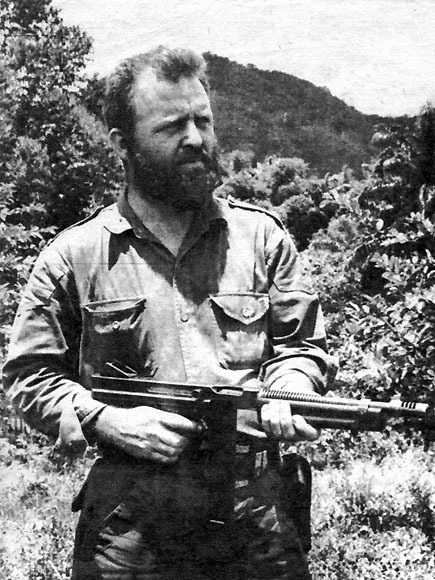
Вільям Александер Морган

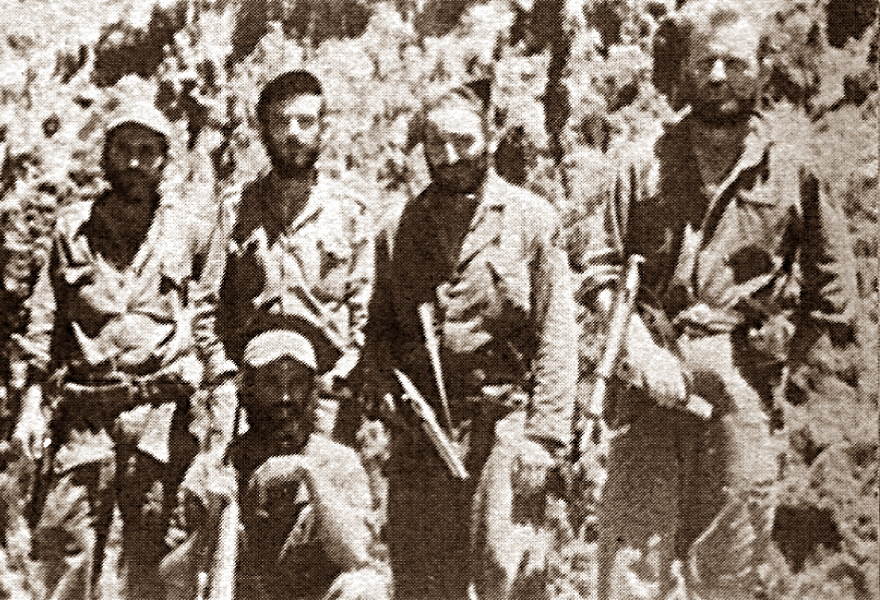
Праворуч — Вільям Морган (другий зліва — Елой Гутьєррес Менойо)

Вільям Александер Морган (англ. William Alexander Morgan, 19 квітня 1928 Клівленд, США — 11 березень 1961 Гавана, Куба) — кубинський і американський революціонер, команданте Кубинської революції. Один з лідерів Другого національного фронту, активний учасник повалення режиму Батісти. Соратник кубинського революціонера Елоя Гутьєрреса Менойо. Після перемоги революції виступив проти комуністичного курсу Фіделя Кастро і Че Гевари, підтримав Повстання Ескамбрай. Був оголошений ворогом, заарештований і розстріляний.

## Інтернет-ресурси
- American Comandante [Архівовано 20 жовтня 2018 у Wayback Machine.], 2015 episode of American Experience
- access to FBI files, photographs, artwork and extracts from the novel American Rebel [Архівовано 23 березня 2012 у Wayback Machine.]
- Alfonso Chardy and Michael Sallah, «Yanqui» Rebel William Morgan's Saga in Cuban Revolution is Revived, " The Miami Herald, January 4, 2009
- William Morgan: A Rebel «Americano» in Cuba [Архівовано 6 листопада 2017 у Wayback Machine.]
- "Cuba: Lost in the Shadows, " a documentary in which William Morgan plays a key role. [Архівовано 28 липня 2019 у Wayback Machine.]